# ایروی بینی
ایروی بینی (به انگلیسی: Nasal Airway) یا ایروی بینی-حلقی (به انگلیسی: Nasopharyngeal Airway) وسیله‌ای در پزشکی است که از راه بینی برای بیمار قرار داده می‌شود تا راه‌هوایی بیمار باز نگاه داشته شود. زمانی که فرد ناهوشیار است عضلات فک شل شده و این باعث شل شدن زبان و به عقب رفتن آن و در نتیجه انسداد در راه هوایی می‌شود، این وسیله مانع به عقب برگشتن زبان شده و انسداد راه هوایی بیمار را بر طرف می‌کند.

## سایز
همانند تمام کاتترها ایروی بینی هم در سایزهای مختلف وجود دارد. معمولاً در سایزهای ۶٫۵ یا ۷٫۰ یا ۷٫۵ یا ۸٫۰ یا ۸٫۵ استفاده می‌شود.

## موارد مصرف و موارد منع مصرف
این وسیله توسط پرسنل آموزش دیده اورژانس یا سایر افراد کادر درمان در زمانی که لوله‌گذاری تراشه ممکن نیست یا توصیه نمی‌شود یا مشکل خاصی برای مدت کوتاهی وجود دارد استفاده می‌شود. از این نوع ایروی در بیماران غیرهوشیار که قادر به تحمل ایروی دهانی نیستند یا ایروی دهانی منجر به تحریک رفلکس گگ در آنها می‌شود، استفاده می‌شود.
این نوع ایروی برای بیماران با آسیب فک یا آسیب به سر توصیه نمی‌شود.

## روش تعبیه
با اندازه‌گیری فاصله زاویه فک یا لاله گوش تا بینی می‌توان سایز مناسب این نوع ایروی را به دست آورد. جدار خارجی ایروی بینی را به ژل محلول در آب آغشته می‌کنند و به آرامی وارد بینی می‌کنند، این کار را تا زمانی که انتهای ایروی به حلق برسد ادامه می‌دهند، سپس ایروی را به وسیله چسب بر روی صورت فیکس می‌کنند.